# ライテック
株式会社ライテックは、日本のライター生産、マスメディア運営企業。

## 特徴
1937年に創業し、1954年に会社が設立された。ライター業界ではリーディングカンパニーとされており、ポータルサイト「ケムール」を運営している。麻雀の大会「ケムール杯」を主催している。

## 事業
愛煙家を対象とした商品開発を行っている。女性を対象としてコスメのようなデザインのライターも販売しており、釣り用具や活動量計なども扱う。
2020年に沖縄県宮古島市でホテルを開業した。

## クラウンガスライターとの関わり
1950年代から1970年代に掛けて、廣田製作所は同業他社と同じく欧米諸国に多数のオイルライターやガスライターを輸出していた。
廣田製作所はブランド名として「モダン(Modern)」や「ハドソン(Hadson)」を用いており、会社名の表記には「H.M.C.」や「Hirota & Co., Ltd.」が用いられていた。
廣田製作所はライターの輸出部門として廣田モダントレーディングを設立しており、1971年(昭和46年)にクラウンガスライターで著名なクラウン産業の輸出部門であるロイヤル産業と廣田モダントレーディングが対等合併した事により、クラウン、廣田双方のライター輸出を手掛けるモダンロイヤル株式会社が発足した。母体企業であったクラウン産業が広済堂グループ入りを経て名跡が消滅していく中、クラウン産業創業者の市川要と共に廣田製作所の傘下に入る形を選択したモダンロイヤルは、1980年代末にライター事業からフィットネス事業への大幅な業態変更を敢行し、2025年現在も存続を果たしている。

### ギャラリー
廣田製作所(H.M.C.)製ライター
- ケントのノベルティ、ハドソン(1950年代)。ジッポーの習作。
- モダンライト・オートマチックスーパー(1950年代)。ロンソン・スタンダードの習作。
- セーラムのノベルティ、モダン・スーペリア・クオリティ(1950年代)。ロンソン・アドニスの習作。
- オルゴール付オイルライター、ハドソン・ブルーバード(1958年[10])
- モダン・デリンジャーガン・テーブルガスライター(1960年代)